# B-lok (andra serien)
Ånglok typ B var med 96 exemplar SJ:s och Sveriges fjärde vanligaste ånglokstyp efter Kd- (139 st), E- (133 st) och Ke-lok (119 st). De tillverkades från 1909 med de preussiska och hessiska statsbanornas lok P8 som förebild. Det första loket levererades till SJ i januari 1910. Den 1 januari 1912 hade 16 st B-lok levererats till SJ. Om än till sin konstruktion typiska persontågslok kom dock B-loken att användas i såväl person- som godstrafik under sin långa tjänstgöringsperiod. När SJ började elektrifiera sina huvudlinjer på 1930-talet såldes ett antal B-lok till olika privatbanor i Sverige och förblev i bruk där fram tills dessa förstatligades - i regel åren efter andra världskriget - och återbördades då till SJ.
Förutom SJ lät även SWB tillverka tre egna B-lok. Dessa tre lok tillverkades på 1940-talet, när SWB efter att ha köpt ett antal B-lok från SJ ansåg att modellen var så bra att de önskade nya sådana. 
På oelektrifierade banor använde SJ B-lok långt in på 1960-talet och det sista loket i trafik slutade gå under vintern 1972.
Prestanda
Vagnvikt i 10 promille stigning. 360 ton med 34km/h, 460 ton med 27 km/h och 725 ton med  17km/h. Acceleration 0-80 km/h med 360 tons vagnvikt 4,2 minuter.

## Filmlok
B-loket 1697 såldes till museijärnvägen NVR "Nene Valley Railway" i 
Peterborough, England. På denna järnväg har det spelats in många filmer och tv-serier. Bl.a. spelade man in järnvägsscenerna till James Bondfilmen Octopussy som hade premiär 1983. B 1697 är det lok i filmen som nödtorftigt maskerat till ett östtyskt lok, kör på en Mercedes Benz, som agent 007 använder som rälsbil.
En återkommande fråga i olika frågesporter är denna: Fyra svenska "skådespelerskor" medverkar i Octopussy, Maud Adams är den ena, Kristina Wayborn är den andra, Mary Stavin är den tredje men vem är den fjärde? Järnvägsvetare svarar då naturligtvis "B 1697".

## Bevarat lok
Lok SJ B 1320, med tillverkningsnummer Nohab 1115, tillverkat av Nohab 1917, har bevarats och finns uppställt utanför Innovatum i Trollhättan.

## Bildgalleri

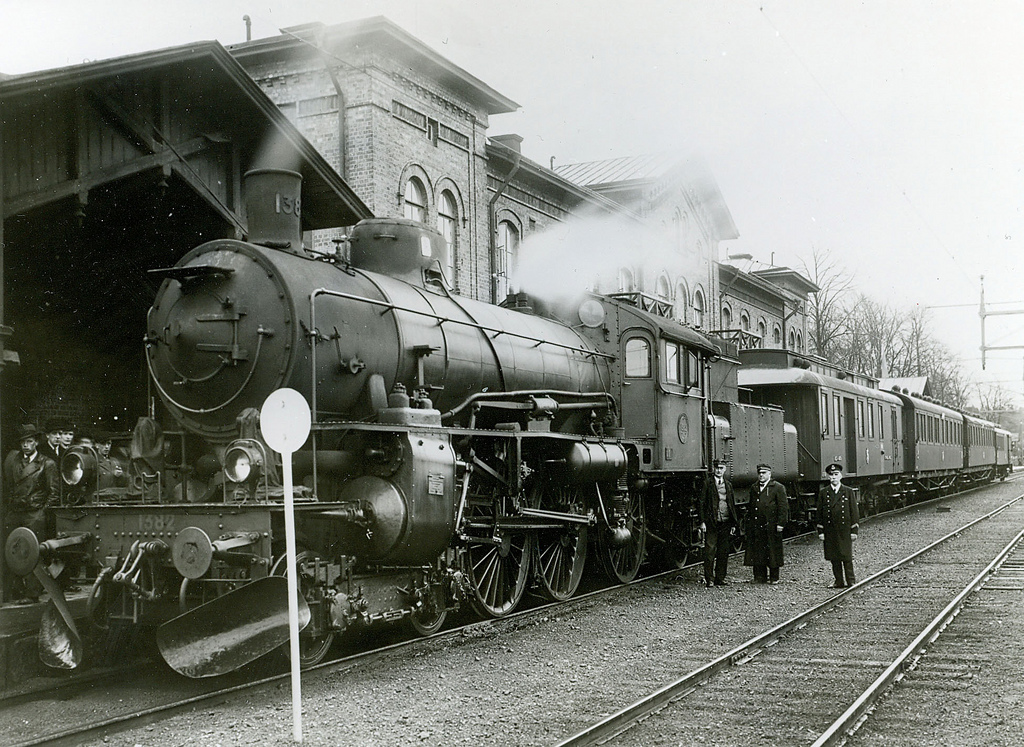
B 1382 i Arvika, 1937
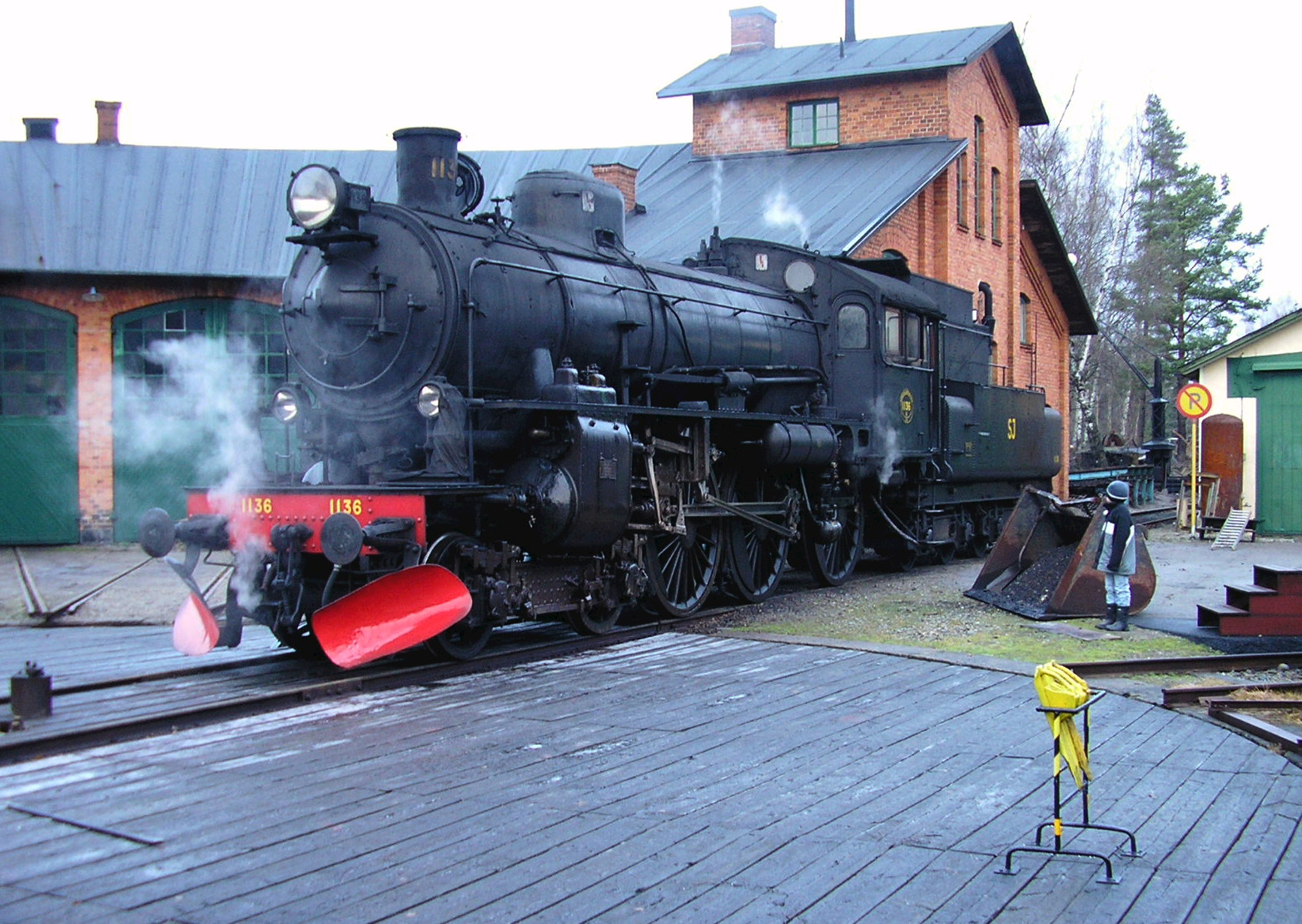
B 1136 vid Nynäshamns järnvägsmuseum, 2008
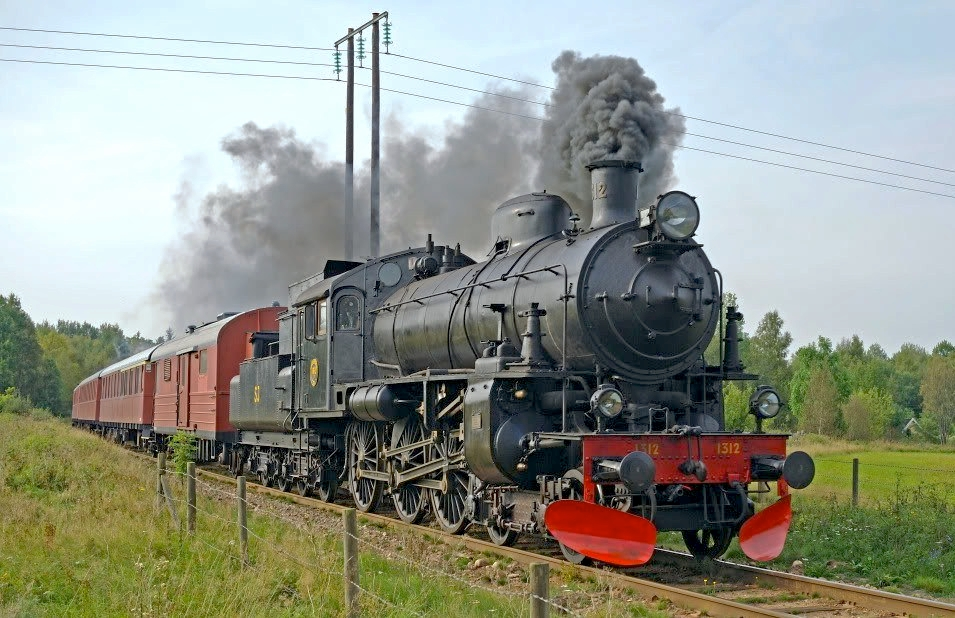
B 1312 vid Smålandsstenar, 2011
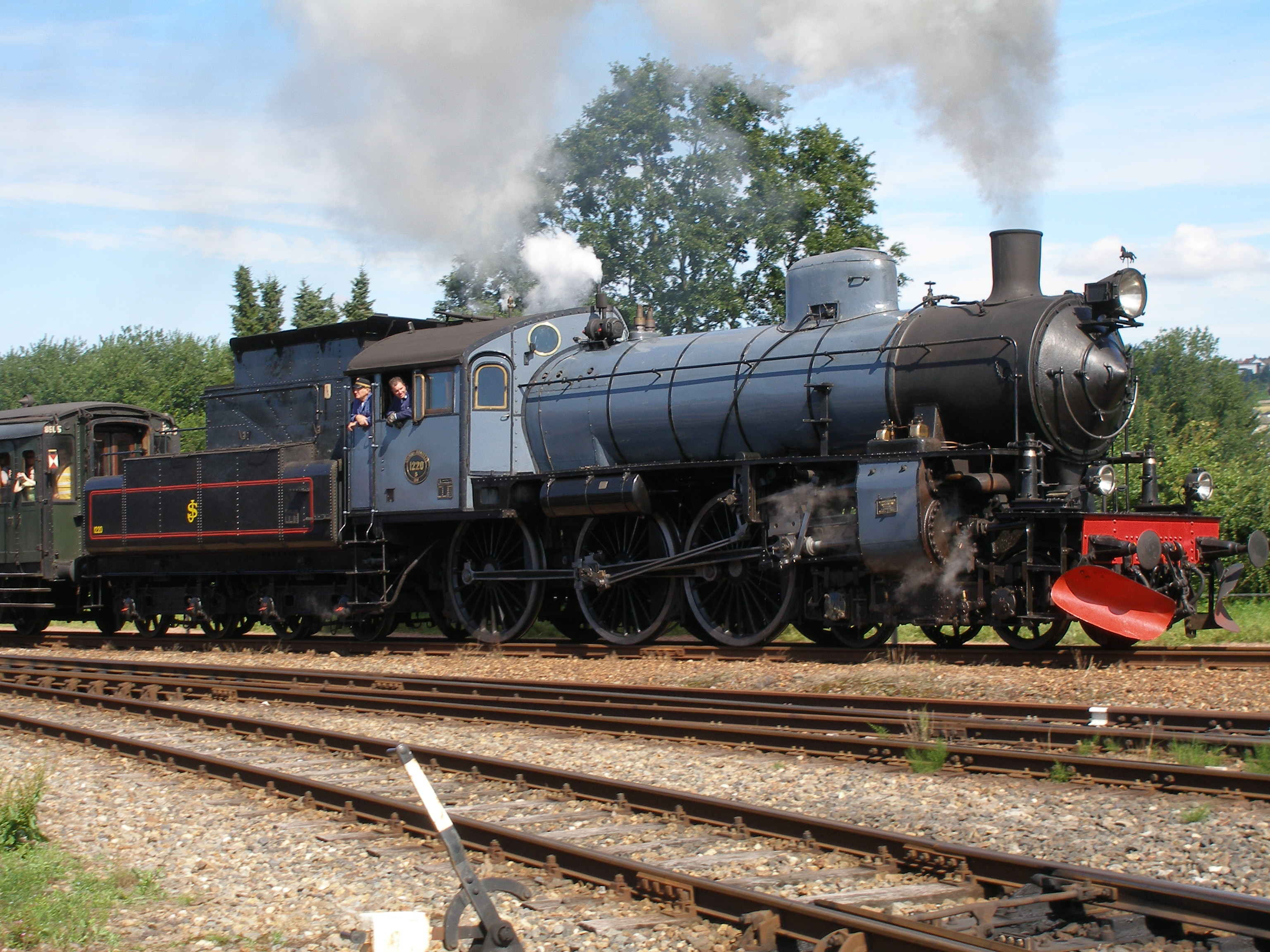
B 1220 i Nederländerna, 2008